# Clarisse Cruz
Clarisse Maria Pinho Cruz (* 9. Juli 1978 in Ovar) ist eine ehemalige portugiesische Leichtathletin, die sich auf den Hindernislauf spezialisiert hat.

## Sportliche Laufbahn
Erste internationale Erfahrungen sammelte Clarisse Cruz bei den Crosslauf-Weltmeisterschaften 2002 in 14:44 min auf den 56. Platz über die Kurzdistanz gelangte. Im Jahr darauf wurde sie bei den Crosslauf-Weltmeisterschaften 2003 in Lausanne nach 14:08 min 66. und 2004 gewann sie bei den Ibero-Amerikanischen Meisterschaften in Huelva in 9:55,24 min die Silbermedaille über 3000 m Hindernis hinter ihrer Landsfrau Anália Rosa. Im Jahr darauf kam sie bei den Weltmeisterschaften in Helsinki mit 10:06,96 min nicht über die Vorrunde hinaus und auch bei den Olympischen Sommerspielen 2008 in Peking kam sie mit 9:49,45 min nicht über den Vorlauf hinaus. 2012 belegte sie bei den Europameisterschaften in Helsinki in 9:47,76 min den achten Platz und anschließend gelangte sie bei den Olympischen Spielen in London mit 9:32,44 min im Finale auf Rang zehn. In den darauffolgenden Jahren bestritt sie vor allem Rennen im Straßenlauf, ehe sie 2021 ihre aktive sportliche Karriere im Alter von 43 Jahren beendete.
In den Jahren von 2004 bis 2006 sowie 2010 und 2012 wurde Cruz portugiesische Meisterin im 3000-Meter-Hindernislauf sowie 2003 Hallenmeisterin im 3000-Meter-Lauf.

## Persönliche Bestzeiten
- 3000 Meter: 9:02,52 min, 16. Juni 2021 in Lissabon
  - 3000 Meter (Halle): 9:22,80 min, 13. Februar 2000 in Espinho
- 5000 Meter: 15:49,16 min, 14. Juli 2001 in Maia
- 2000 m Hindernis: 6:25,92 min, 9. Juli 2004 in Barcelona
- 3000 m Hindernis: 9:30,06 min, 4. August 2012 in London